# Extensão separável
Em matemática, uma extensão separável de um corpo K é um corpos L que contém K e que pode ser gerado adjuntando a K um conjunto de elementos α, tais que sejam raízes de polinômios separáveis sobre K. Neste caso, qualquer elemento β de L tem associado um polinômio mínimo que é separável sobre K.
A condição de separabilidade é importante na teoria de Galois. Um corpo perfeito é aquele em que todas suas extensões algébricas são separáveis. Existe um critério simples para verificar-se um corpo como perfeito: um corpo F é perfeito se e somente se
- F tem característica 0, ou
- F tem característica não nula p, e todo elemento de F é uma raiz p-ésima de um elemento de F.

A segunda condição equivale a dizer-se que o morfismo de Frobenius de F, {\displaystyle x\mapsto x^{p}}, é um automorfismo.
Em particular, todo corpo de característica 0 e todo corpo finito é perfeito. Este fato implica que a separabilidade pode ser suposta em um grande número de contextos. Os efeitos da inseparabilidade (i.e. corpos de característica p infinitos) podem ser vistos no teorema do elemento primitivo, e nos produtos tensoriais de corpos.
Dada uma extensão finita de corpos L/K, existe um subcorpo M de L que contém K tal que L é uma extensão separável de M. Quando L = M a extensão L/K recebe o nome de extensão inseparável pura.
As extensões inseparáveis puras aparecem em situações bastante naturais, por exemplo em geometria algébrica em característica p. Se K é um corpo de característica p, e V uma variedade algébrica sobre K de dimensão não nula, se consideramos a função corpo K(V) e seu subcorpo K(V)p de potências p-ésimas. Esta é sempre uma extensão inseparável pura. Estas extensões aparecem quando se estuda a multiplicação por p sobre uma curva elíptica sobre um corpo de característica p.
No contenxto de corpos não perfeitos, se introduz o conceito de clausura separável Ksep dentro do fecho algébrico, o qual é a maior extensão separável possível de K. Então a teoria de Galois é válida dentro de Ksep.